# Урбель Іда Артурівна
Іда Артурівна Урбель (ест. Ida Urbel; 3 (16) грудня 1900, Вільянді, Феллінський повіт, Ліфляндська губернія, Російська імперія — 4 жовтня 1983, Тарту, Естонська РСР, СРСР) — естонська радянська артистка балету, балетмейстер, педагог. Народна артистка Естонської РСР (1965).

## Біографія
У 1922—1929 роках навчалася танцю в приватних студіях міста Таллінна. У 1932 році екстерном закінчила танцювальну школу в Парижі (Франція).
У 1929—1935 роках Іда Урбель заснувала та керувала власною мистецькою студією у Вільянді, в 1935—1957 роках — балетною студією, яка діяла при найстарішому театрі Естонії «Ванемуйне».
У 1935—1957 роках Іда Артурівна працювала балетмейстером. Першим балетом, поставленим нею в 1939 році, була «Карнавальна сюїта». У 1957—1973 роках артистка займала посаду головного балетмейстера театру «Ванемуйне» в Тарту.
Для творчої манери І. А. Урбель характерне поєднання виразних засобів класичного балету з елементами естонських народних, а також пластичних танців.

## Вибрані балетні постановки
- «Есмеральда» Ц. Пуні,
- «Кратт» Е. Тубіна (1943),
- «Ромео і Джульєтта» С. Прокоф'єва (1946),
- «Калевіпоеґ» Е. Каппа (1950),
- «Мідний вершник» Р. Глієра (1952),
- «Тійна» Л. Аустер (1958),
- «Пер Ґінт» Е. Гріга (1959),
- «Весна» Юло Вінтер (1967, лібрето І. Урбель),
- «Шурале» Ф. Ярулліна,
- «Паганіні» на музику С. Рахманінова.

Іда Урбель була також авторкою опер та оперет («Кармен» Жоржа Бізе, «Гравець» С. Прокоф'єва, «Весела вдова» Ф. Легара та ін.).

## Відзнаки
- Орден «Знак Пошани»
- Народна артистка Естонської РСР (1965)
- Премія Радянської Естонії (1970)

## Вшанування пам'яті
- У 1994 році в Тарту була заснована танцювальна школа, названа на честь Іди Урбель[1].